# 448-ма ракетна бригада (РФ)
448-ма ракетна бригада (448 РБр, в/ч 35535) — з'єднання Сухопутних військ Збройних сил Російської Федерації. Бригада дислокується у Курській області. З'єднання входить до складу 20-ї гвардійської загальновійськової армії Західного військового округу.

## Історія
У 1992 році 448-ма ракетна бригада Радянської армії, що раніше дислокувалася у Східній Німеччині у складі ГРВН, перейшла під юрисдикцію Збройних сил Російської Федерації.
У 1993 році бригада переїхала до Курська до складу 20-ї гвардійської загальновійськової армії, що також раніше перебувала в складі ГРВН.
На 2018 рік бригада залишалася єдиним ракетним з'єднанням ЗС РФ, що мало на озброєнні ТРК «Точка-У».
2 серпня 2021 року Указом Президента Російської Федерації № 444 448-й ракетній бригаді присвоєно ім'я С. П. Непобєдімий.

### Російське вторгнення в Україну (2022)
Бригада брала участь у російському вторгненні в Україну.
17 березня 2022 року ГУР МОУ повідомило, що бригада регулярно здійснює бойові пуски по мирних цілях в Україні, у зв'язку з чим 9 старших офіцерів бригади звинувачені у вчиненні воєнних злочинів.
6 серпня 2024 року брали участь у боях в Курській області.[джерело?]
13 квітня 2025 року, за повідомленням начальника ГУР Міністерства оборони України Кирила Буданова, 448-ма ракетна бригада разом з 112-ю ракетною скоїла черговий воєнний злочин в м. Суми. Російські війська вдарили двома балістичними ракетами типу Іскандер-М/KN-23 по центру міста. Внаслідок ракетного удару загинуло 32 особи, з них дві дитини. Також постраждали 84 особи, з них 10 дітей.

## Озброєння
На озброєнні бригади з самого дня заснування й до 2019 року перебували тактичні ракетні комплекси 9K79-1 «Точка-У» виробництва Воткінського машинобудівного заводу. На 2018 рік 448-ма рбр залишалася єдиним ракетним з'єднанням з ТРК «Точка-У» у лавах ЗС Росії.
З листопада 2019 року з'єднання переозброєно на оперативно-тактичний комплекс «Іскандер-М».

## Командування
- на 2022: полковник Мартинов Дмитро Миколайович[3]

## Полігони
Основними навчальними полігонами на яких бригада відпрацьовує бойові навички є «Капустин Яр» та Лузький артилерійський полігон.